# یارعلی پورمقدم
یارعلی پورمقدم (۱۰ اردیبهشت ۱۳۲۹ – ۱۲ اسفند ۱۴۰۱) نویسنده و نمایشنامه‌نویس اهل ایران بود. از وی به عنوان نویسنده‌ای صاحب سبک در ادبیات معاصر ایران یاد می‌شود. او در جوانی با نخستین نمایشِ خود، جایزهٔ اولِ جشنوارهٔ نمایشنامه‌نویسی جشن هنر طوس را کسب کرد. یارعلی پورمقدم در سال ۱۳۶۰ کافه‌ای با نام «کافه شوکا» در تهران تأسیس کرد که طی سال‌ها به محفلی برای نویسندگان، شاعران، روزنامه‌نگاران و هنرمندان تبدیل شد.

## زندگی
یارعلی پورمقدّم ۱۰ اردیبهشت ۱۳۲۹ در محلهٔ نفتونِ مسجدسلیمان زاده شد. پدرش که از اهالی ایل بختیاری و کارگر شرکت نفت در مسجد سلیمان بود یک سال پس از تولد یارعلی در ۱۰ اردیبهشت ۱۳۳۰ برایش شناسنامه گرفت. او تحصیلات ابتدایی را تا کلاس هفتم در مسجدسلیمان گذراند. سپس با قبولی در یک بورس تحصیلی، دورهٔ دبیرستان را در تهران سپری کرد و به دانشگاه مازندران در بابلسر راه یافت و در سال ۱۳۵۳ تحصیلات دانشگاهی خود را در مقطع کارشناسی رشتهٔ اقتصاد به پایان رساند. وی دوران سربازی را در زادگاه خود، به مدت دو سال و به عنوان معلم ادبیات فارسی در دبیرستان صنعتی مسجد سلیمان سپری کرد.
یارعلی پورمقدم در دههٔ ۱۳۵۰ به‌طور اتفاقی فراخوان جشنوارهٔ نمایشنامه‌نویسی جشن هنر طوس را در مجلهٔ تماشا دید و نخستین نمایشنامهٔ خود با عنوان آه اسفندیار مغموم را که برگرفته از شاهنامه بود برای این جشنواره نوشت و مقام نخستِ آن رویداد را کسب کرد. وی درسال ۱۳۵۶ کتاب آینه، مینا، آینه را منتشر کرد. او در دانشگاه آزاد ایران مشغول به کار شد. اما پس از انقلاب ۱۳۵۷ ایران، از کار در دانشگاه برکنار شد. وی در نخستین دورهٔ مجلس شورای اسلامی به عنوانِ کاندید نمایندگی مردم مسجد سلیمان شرکت کرد اما در  انتخابات نفر آخر شد و پس از این اتفاق برای همیشه به تهران مهاجرت کرد و برای گذران زندگی کارهای مختلفی از جمله حسابداری، مرغداری، نقشه‌برداری و رانندگی را تجربه کرد.
یارعلی پورمقدم که از اعضای کانون نویسندگان ایران بود پس از آشنایی با هوشنگ گلشیری، در جلسه‌های کارگاهی پنجشنبه‌های گلشیری شرکت می‌کرد و از نویسندگان این مجموعه شد. تک داستانی از او با عنوان پاگرد سوم در مجموعهٔ داستانی مشترک به همین نام، با مقدمهٔ هوشنگ گلشیری و در کنار نام‌های دیگری که همگی در جلسات کارگاهی گلشیری حاضر بودند موجب بیشتر شناخته شدن او شد. تک‌داستان دیگری از یارعلی پورمقدم با نام هفت خاج رستم نیز از جمله داستان‌های کوتاه شناخته شده در ادبیات معاصر است.
یارعلی پورمقدم در مهر سال ۱۳۶۰ کافه‌ای با نام «کافه شوکا» در مرکز خیابان گاندی تهران تأسیس کرد. این کافه به تدریج به محفلی برای نویسندگان، شاعران، روزنامه‌نگاران و هنرمندان تبدیل شد. او کتاب‌ها و داستان‌هایش را با تیراژی محدود و با سرمایهٔ شخصی خود منتشر و در کافه شوکا پخش می‌کرد و در مقدمهٔ بیشتر کتاب‌هایش می‌نوشت: «چاپ اول و آخر».
یارعلی پورمقدم با چاپ کتاب حوالی کافه شوکا در سال ۱۳۷۸ جایگاه خود را به عنوان نویسنده‌ای صاحب سبک تثبیت کرد. او علاوه بر داستان‌نویسی و نمایشنامه‌نویسی، از سال ۱۳۸۵ بانی و برگزارکنندهٔ چهار دوره مسابقهٔ عکس شوکا بود. از وی همچنین مقاله‌های بسیاری در زمینهٔ هنرهای تجسمی باقی مانده‌است.

## درگذشت
یارعلی پورمقدم روز ۱۲ اسفند ۱۴۰۱ بر اثر سکتهٔ قلبی درگذشت. کانون نمایش‌نامه‌نویسان و مترجمان تئاتر ایران در پیامی درگذشت او را تسلیت گفت.
مراسم تشییع یارعلی پورمقدم، ۱۵ اسفند ۱۴۰۱ در خانه هنرمندان ایران برگزار و سپس در قطعه ۱۰۱ بهشت زهرا تهران، ردیف ۱۲، شماره ۸۷ در کنار پدر و مادرش به خاک سپرده شد.

## آثار

### نمایشنامه
- آه اسفندیار مغموم[۶]
- هفت خاج رستم[۱۷]
- آقا باور کن آقا[۲]
- ده سوخته[۱۸]
- پاگرد سوم[۱۸]
- باران و مه[۱۸]
- فالگیر[۱۸]

### کتاب
- هشت داستان (مشترک با نویسندگان دیگر ۱۳۶۳)[۱۹]
- آینه، مینا، آینه (۱۳۵۶)[۶]
- ای داغم سی رویین‌تن (۱۳۶۷)[۶]
- گنه گنه‌های زرد (فیلمنامه ۱۳۶۹)[۶]
- حوالی کافه شوکا (۱۳۷۸)[۶]
- یادداشت‌های یک قهوه‌چی (۱۳۷۹)[۱۷]
- یادداشت‌های یک اسب (۱۳۸۱)
- رساله هگل (۱۳۸۳)[۶]
- تیغ و زنگار (۱۳۸۶)[۶]
- مجهول الهویه (نمایشنامهٔ تلویزیونی)[۶]
- یادداشت‌های یک لاابالی (۱۳۸۸)[۲۰]